# Goniopteroloba pallida
Goniopteroloba pallida är en fjärilsart som beskrevs av W. Warren 1902. Goniopteroloba pallida ingår i släktet Goniopteroloba och familjen mätare. Inga underarter finns listade i Catalogue of Life.